# Tilougguite
Tilougguite (en àrab تيلوڭيت, Tīlūggīt; en amazic ⵜⵉⵍⴳⴳⵯⵉⵜ) és una comuna rural de la província d'Azilal, a la regió de Béni Mellal-Khénifra, al Marroc. Segons el cens de 2014 tenia una població total de 10.544 persones.